# Baronia de Finestrat
La baronia de Finestrat és un títol nobiliari creat pel rei Carles II d'Espanya a favor de Jacint Forner i Bernabeu, senyor de Finestrat i de Benasau i algutzir major de la inquisició a Múrcia. A la mort de la seva descendent Josefa Forner el 1718 la baronia passà a la família alacantina dels Pascual del Pobil, qui va mantenir el títol fins a la mort el 1929 del sisè baró, José María Pascual del Pobil Martos. La seva filla, Luisa Pascual del Pobil y Pascual de Bonanza (1878-1963) el passà al seu descendent José Luis de la Guardia y Pascual de Povil, passant així a la família de la Guardia.
En 1983 el títol fou adquirit per Rafael de la Guardia y Salvetti (1930-2016), capità de corbeta. Tanmateix, la seva germana gran María del Sagrado Corazón de la Guardia Salvetti va recórrer la decisió i el 1992 va obtenir d'un tribunal d'Alcobendas el "millor dret genealògic" per reclamar el títol. Tanmateix, el Tribunal Suprem d'Espanya va estimar el recurs de cassació i el 1999 li va retornar el títol. En 2012 va cedir el títol al seu fill, Juan de la Guardia y García-Lomas.

## Barons de Finestrat
- José Luis de la Guardia y Pascual de Povil, VII Baró de Finestrat (1930-1982)
- Rafael de la Guardia Salvetti, VIII Baró de Finestrat (1982-2012)